# DFS Rhönsperber
DFS Rhönsperber – niemiecki jednomiejscowy uniwersalny szybowiec treningowy zbudowany w latach 30. XX w.

## Historia
Szybowiec został zaprojektowany przez Hansa Jacobsa w Deutsche Forschungsanstalt für Segelflug i był rozwinięciem wcześniejszej konstrukcji, Rhönbussarda. W stosunku do pierwowzoru w nowej konstrukcji zmieniono kształt płata na spłaszczone „M”. Zamiast wiatrochronu zastosowano kroplową osłonę kabiny pilota. Jego oblot został wykonany w 1935 r. W oblocie prototypu udział wzięli m.in. Hanna Reitsch i Heini Dittmar. W locie nurkowym uzyskano prędkość 255 km/h bez objawów flatteru. W 1935 r. został wykorzystany do badania zagadnień związanych z pilotowaniem szybowców w korkociągu. Testy prowadzone w kolejnych latach wykazały wysoką skuteczność zastosowanych na szybowcu hamulców aerodynamicznych konstrukcji inż. Jacobsa, które pozwalały na ograniczenie prędkości nurkowania ze 415 km/h do 190 km/h.
Maszyna wykazała się dobrymi właściwościami lotnymi, zwłaszcza podczas długich przelotów z wykorzystaniem termiki. Produkcja seryjna została rozpoczęta w zakładach Flugzeugbau Karl Schweyer w Ludwigshafen. Zakończono ją po wyprodukowaniu ok. 100 egzemplarzy. Jedna z tych maszyn została zakupiona w 1936 r. przez Polskę i była użytkowana ze znakami SP-757 w Wojskowym Obozie Szybowcowym w Ustianowej. We wrześniu 1936 r. został wykorzystany podczas doświadczalnego kursu szybowcowego, na którym porównywano właściwości szybowców polskich i zagranicznych.
Szybowiec był intensywnie eksploatowany przez pilotów III Rzeszy. Podczas XVI Zawodów Szybowcowych w Rhön w sierpniu 1935 r. dziesięciu zawodników latało na DFS Rhönsperber. Na XVII Zawodach Szybowcowych w sierpniu 1936 r. już 26 zawodników latało na Rhönsperberach. Dokonywano na nim licznych przelotów, które szeroko nagłaśniano, m.in. Skrzydlata Polska we wrześniu 1936 r. informowała o przelocie docelowym Flugkapitana Otto Babelkuha z Deutsche Lufthansa z Berlina do Szczecina. Podczas zawodów szybowcowych zorganizowanych w 1937 r. przez Internationale Studienkommission für Motorlosen Flug (ISTUS) ekipa austriacka dysponowała pięcioma DFS Rhönsperber na dwadzieścia wystawionych maszyn. XVIII Zawody Szybowcowe w lipcu 1937 r. w Rhön pokazały, że czas świetności tej maszyny już mija i powstały lepsze konstrukcje, m.in. polskie Orlik, CW-5 bis/35 czy PWS-101. W 1938 r. cztery DFS Rhönsperber wzięły udział w Dorocznych Zawodach Krajowych w Wielkiej Brytanii. Pomimo trudnych warunków termicznych pilot Nicholson wykonał na jednym z nich przelot na odległość 170 km. Jeden z egzemplarzy DFS Rhönsperber został zarejestrowany w USA w 1941 r. i latał tam do 1948 r.

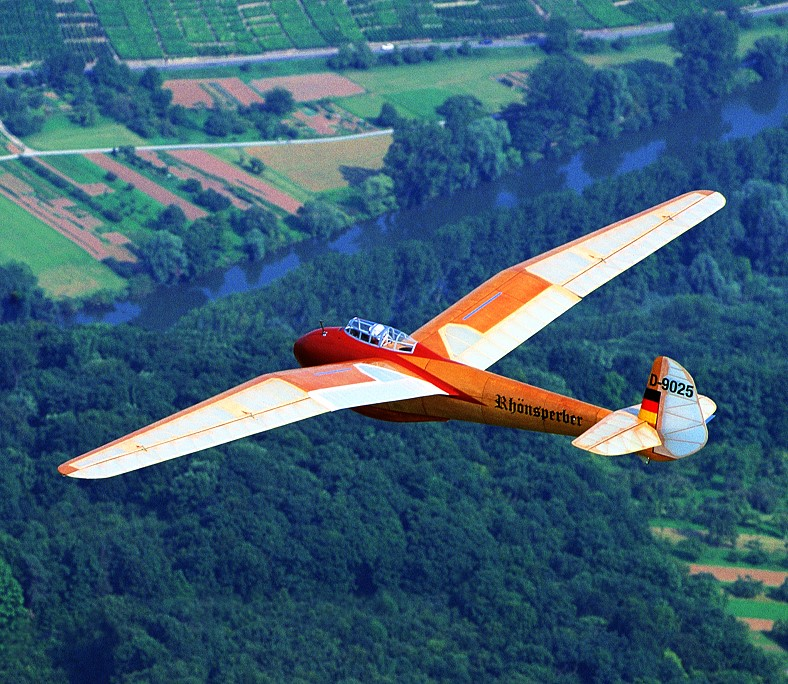
Replika DFS Rhönsperber w locie

W latach 30. XX w. uzyskano na Rhönsperberze kilka znaczących wyników:
- 21 lipca 1935 r. Ludwik Hoffmann wykonał przelot otwarty na odległość 474 km,
- 29 lipca 1935 r. Hans Heinemann, w ramach przelotu grupowego, ustanowił rekord świata przelotem na odległość 504,2 km,
- 19 sierpnia 1936 r. Heini Dittmar wykonał na nim pierwszy przelot nad Alpami,
- 22 maja 1937 r. Paul Steinig uzyskał wysokość 5760 m.

Po zakończeniu II wojny światowej wśród poniemieckiego sprzętu odnaleziono jeden szybowiec DFS Rhönsperber, który wyremontowano i zarejestrowano w 1946 r. ze znakami SP-148. Był eksploatowany do 1950 r., po skreśleniu z rejestru statków latających został przekazany do Muzeum Lotnictwa Polskiego w Krakowie.
W latach 1993–1998 Otto Grau zbudował wierną kopię DFS Rhönsperber, który został zarejestrowany z numerem D-9025.

## Konstrukcja
Jednomiejscowy szybowiec uniwersalno-treningowy o konstrukcji drewnianej w układzie średniopłata. Kadłub o przekroju owalnym, w całości kryty sklejką. Kabina pilota osłonięta owiewką o szkielecie wykonanym z rurek stalowych. Płat o konstrukcji jednodźwigarowej ze skośnym dźwigarkiem pomocniczym. W części środkowej ma profil Gö 535, który na końcówce przechodził w Gö 409. Do dźwigara kryty sklejką, a dalej płótnem. Skrzydło było wyposażone w hamulce aerodynamiczne oraz lotki. Usterzenie wolnonośne, statecznik pionowy i poziomy do dźwigara kryty sklejką a dalej płótnem. Podwozie jednotorowe złożone z podkadłubowej płozy jesionowej z amortyzacją gumową i płozy ogonowej.